# Hereza (album)
Hereza je zajednički album istarskih glazbenika Livija Morosina i Maera objavljen 2018.
Album je pripremljen u Pomeru, a dodatna su snimanja (vokali, truba, saksofon) obavljena u studijima u Vinkuranu i Puli.
Autor naslovnice je slikar, fotograf, ilustrator i dizajner Danilo Dučak. S albuma je skinut singl Lažemo se (svaki dan). 

## Popis pjesama
Pjesme napisao Valter Milovan (arr. Livio Morosin), osim tamo gdje je drugačije istaknuto.
1. Lažemo se (svaki dan)
2. Ljetna pjesma
3. Čekati čekati (V. Milovan / L. Morosin - V. Milovan - L. Morosin)
4. Hereza z Galiole
5. Pjesma iz D
6. Munida (V. Milovan / L. Morosin - V. Milovan - L. Morosin)
7. Paranoia, Paranoia Let Me Go
8. Škifo people
9. Mukalba (V. Milovan / L. Morosin - L. Morosin)

## Glazbenici
- Livio Morosin - računalo
- Maer - glas, usna harmonika

- Branko Sterpin - truba (3, 4)
- Luka Vrbanec - saksofon (2,9)